# Novoselivka, Zinkiv
Novoselivka (în ucraineană Новоселівка) este localitatea de reședință a comunei Novoselivka din raionul Zinkiv, regiunea Poltava, Ucraina.

## Demografie
Componența lingvistică a localității Novoselivka
     Ucraineană (97,17%)
     Rusă (2,23%)
     Alte limbi (0,6%)
Conform recensământului din 2001, majoritatea populației localității Novoselivka era vorbitoare de ucraineană (97,17%), existând în minoritate și vorbitori de rusă (2,23%).